# بیل بوث (بازیکن فوتبال)
بیل بوث (انگلیسی: Bill Booth; ۷ ژوئیهٔ ۱۹۲۰ – ۱۸ فوریهٔ ۱۹۹۰) بازیکن فوتبال اهل بریتانیا بود.
از باشگاه‌هایی که در آن بازی کرده‌است می‌توان به باشگاه فوتبال ولورهمپتون واندررز، باشگاه فوتبال برایتون اند هوو آلبیون، باشگاه فوتبال پورت ویل، و باشگاه فوتبال کاردیف سیتی اشاره کرد.